# شبکه سحر
شبکه جهانی سحر، نخستین شبکه تلویزیونی برون مرزی صدا و سیمای جمهوری اسلامی ایران، از ۲۵ آبان ۱۳۷۶ (۱۶ نوامبر ۱۹۹۷) در ساعاتی محدود به هفت زبان عربی، ترکی آذربایجانی، بوسنیایی، ترکی استانبولی، فرانسوی، انگلیسی و اردو در مجموع با ۱۹ ساعت پخش کار خود را آغاز کرد. این شبکه پس از ریاست محمد سرافراز به سمت ریاست سازمان صدا و سیمای جمهوری اسلامی ایران و انتصاب محمد اخگری به عنوان معاون برون‌مرزی در دی ۱۳۹۳ با سیاست‌گذاری جدید به عنوان شبکه‌ای رادیو و تلویزیونی، به تدریج فعالیت خود را در قالب ۵ کانال ۲۴ ساعته به زبان‌های کردی کرمانجی، کردی سورانی، ترکی آذربایجانی، اردو، بالکان ودر سال ۱۴۰۰ فارسی دری با روزانه ۱۲۰ ساعت پخش توسعه داد.
شبکه جهانی سحر به عنوان شبکه‌ای عام، ذائقه‌های مختلف خانوادگی را با تولید، تأمین و پخش برنامه‌های متنوع در قالب‌های نمایشی، مستند، جنگ و مسابقه، سیاسی و اقتصادی تأمین می‌کند. این شبکه در کنار این برنامه‌ها، برنامه‌های خبری داخلی و بین‌المللی را پوشش می‌دهد.
در سال‌های اخیر، شبکه جهانی سحر در ابعاد کمی و کیفی پیشرفت‌های فراوانی داشته‌است. از جمله راه اندازی Vod مای سحر و سایت آموزشی مکتب خانه برای آموزش دختران جامانده از تحصیل در افغانستان.

## برنامه‌ ها
برخی از برنامه‌های شاخص شبکه سحر عبارتند از:
- مستند آفتاب نهان با موضوع معرفی کاربردهای فناوری و دانش هسته‌ای در ایران
- طبل هبوط با موضوع معرفی جریان‌های تکفیری
- هنر ایرانی با موضوع معرفی هنرها و صنایع دستی ایران
- شکوفه‌های زیتون ۱ و ۲ با موضوع معرفی هنرمندان یهودی و مسیحی آمریکایی و اروپایی که ادعا می‌شود در حمایت از کودکان فلسطینی کشته شده‌اند
- مستند سرگشته خورشید با موضوع به تصویر کشیدن سفر زائران پاکستانی به کربلا
- سریال آخرین فرستاده دربارهٔ شخصیت سلمان فارسی
- سریال حکایت مسلمانی با محوریت معرفی سیره نبوی

## پخش شبکه
شبکه جهانی سحر ۵ کانال ۲۴ ساعته در اختیار دارد که از طریق ماهواره، اینترنت و رله کننده‌های محلی قابل دریافت است.

## کانال‌ها
- رئیس شبکه : مرتضی شمسی
- کانال آذری / مدیر کانال : جبار علایی
- کانال اردو / مدیر کانال : احمد منصفی
- کانال بالکان / مدیر کانال : سیدمیثم میرهادی
- کانال کردی / مدیر کانال : علیرضا درویش نوری
- کانال افغانستان (فارسی دری) / مدیر کانال : عاطفه خالدی
- مدیر فضای مجازی : علی بیاگوی[۵]
- مدیر برنامه های سیاسی : هوشنگ شیخی
- مدیر تولید و هنری : ارسلان خندانی
- مدیر پخش : رامین بیانی
- مدیر مالی و حسابداری : رضا میرزاخانی
- قائم مقام شبکه : زعفر مراغه ای

هر یک از این ۵ کانال، برنامه‌های ویژه‌ای برای مخاطبان خود تولید و پخش می‌کنند و پنج زبانه بودن شبکه سحر به معنای پخش برنامه‌های واحد به پنج زبان نیست. این شبکه برای مخاطبان غیر ایرانی و با ساختار یک شبکه عمومی است که نه تنها به پخش اخبار و برنامه‌های سیاسی تحلیلی و گفتگو محور می‌پردازد، که تولید و پخش قالب‌های مختلف برنامه سازی تلویزیونی از مستند، ترکیبی، نمایشی، و … را در موضوعات گوناگون سیاسی، اجتماعی، فرهنگی و معارف دینی و … را نیز در ترکیب بندی ساختار و محتوای برنامه‌های خود رعایت می‌کند.
کانال سحر کردی در خردادماه ۱۴۰۴ بعد از انتشار خبر تصاحب گنجینه اطلاعات و اسناد اسرائیلی توسط جمهوری اسلامی ایران، اولین برگ از اسناد محرمانه اسرائیلی در ایران درباره احزاب کرد ایرانی را در برنامه گفتگوی ویژه خود منتشر کرد